# Express Cove
Die Express Cove ist eine kleine Bucht an der Westküste von Signy Island im Archipel der Südlichen Orkneyinseln. Sie liegt nördlich des Foca Point und ist gekennzeichnet durch eine buchtenreiche Küstenlinie mit zahlreichen vorgelagerten Inseln und Rifffelsen.
Wissenschaftler der britischen Discovery Investigations kartierten sie im Jahr 1933 grob. Der Falkland Islands Dependencies Survey nahm 1947 Vermessungen vor. Das UK Antarctic Place-Names Committee benannte sie 1955 nach dem US-amerikanischen Schoner Express unter Kapitän Thomas Bowen Lynch (1832–1920), der 1880 die Südlichen Orkneyinseln angelaufen hatte.